# Односи Србије и Летоније
Односи Србије и Летоније су инострани односи Републике Србије и Летонске Републике.

## Билатерални односи
Дипломатски односи са Летонијом су успостављени у децембру 2000. године.
Амбасада Републике Србије у Стокхолму (Шведска) радно покрива Летонију.
Летонија је гласала за пријем Косова у УНЕСКО приликом гласања 2015.

### Политички односи
- ПВ Александар Вучић је учествовао на Самиту Кине и земаља централне и источне Европе у Риги 2016.[3]
- ППВ и МСП Ивица Дачић боравио у званичној посети Риги, 9. и 10.12.2014.
- Званична посета МСП Вука Јеремића Републици Летонији је реализована 2. марта 2012.
- МУП Ивица Дачић посетио је Летонију 8. новембра 2011.
- Бивши председник Валдис Затлерс посетио је Србију јула 2010.[1]

### Економски односи
- У 2020. години вредност робне размене износила je  16,6 милиона долара. Од тога, извоз Србије је био 9,5 милиона, a увоз 7,1 милиона УСД.
- У 2019. размењено је укупно роба вредних 39 милиона УСД. Извоз из наше земље био је 14 милиона док је увоз достигао 25 милиона долара.
- У 2018. години вредност укупне робне размене била је 13,8 милиона долара. Извоз из РС износио је 6,8, а увоз 7 милиона УСД.[4][5]

### Некадашњи дипломатски представници

#### У Риги
- Иван Вукотић, посланик, 1939—1941.
- Велизар Нинчић, отправник послова, 1932—1933.
- Станоје Пеливановић, отпр. послова, 1929—1932.